# 利泽德角

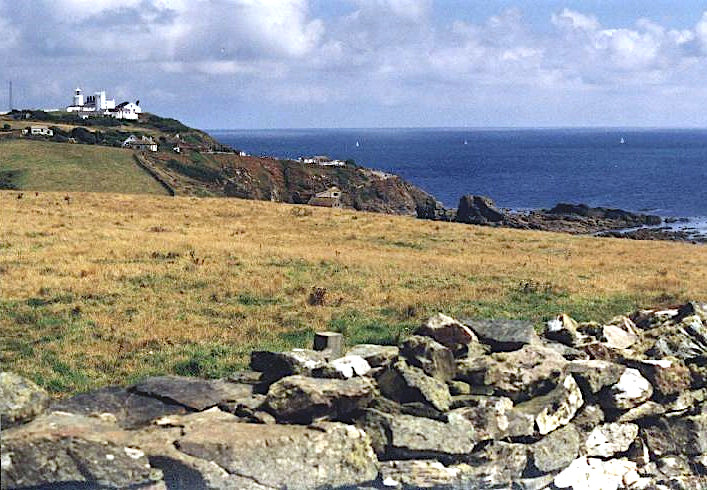

利澤德角（Lizard Point）是英國西南部康沃爾郡的一個地點。利澤德位與利澤德半島最南端，也是英國本土（不含錫利群島）的最南端。